# Центральный Бенкулу
Центральный Бенкулу (индон. Bengkulu Tengah) — округ в составе провинции Бенкулу. Административный центр — город Каранг-Тинги.

## История
Округ Центральный Бенкулу был выделен в отдельную административную единицу в 2008 году. До 2008 года входил в состав округа Северный Бенкулу.

## География
Площадь округа — 1223,94 км². На севере граничит с округом Северный Бенкулу, на северо-востоке — с округом Реджанг-Лебонг, на востоке — с округом Кепахианг, на юге — с округом Селума, на юго-западе — с территорией провинции Южная Суматра, на юго-востоке — с городом-муниципалитетом Бенкулу, на западе омывается водами Индийского океана.

## Население
Согласно данным переписи 2010 года, на территории округа проживало 98 333 человека.

## Административное деление
Территория округа Центральный Бенкулу административно подразделяется на 10 районов (kecamatan):
| - Банг-Хаджи - Каранг-Тинги - Мериги-Келинданг - Мериги-Сакти - Пагар-Джати | - Пематанг-Тига - Пондок-Келапа - Пондок-Кубанг - Таба-Пенанджунг - Таланг-Эмпат |